# Timothy Dalton
Timothy Peter Dalton, mais conhecido como Timothy Dalton ou ainda Tim Dalton (Colwyn Bay, 21 de março de 1946), é um ator britânico nascido no País de Gales, famoso por ser o quarto ator a atuar oficialmente como James Bond nos cinemas, em duas aventuras: The Living Daylights (1987) e Licence to Kill (1989). Dalton ficou bem reconhecido como o ator que trouxe um perfil mais humano e realista ao agente, e também mais próximo à versão apresentada nos livros do autor Ian Fleming - ainda que sua interpretação fosse criticada por quem, por outro lado, estava acostumado a um personagem até então encenado no cinema sem aparentar fraquezas e profundos valores morais.

## Origens
Embora nascido em Gales, Dalton não se considera galês; sempre ressaltou que suas origens derivam de uma mistura de ingleses, irlandeses e italianos e atribui seu local de nascimento ao mero acaso. Tal percepção jus sanguinis é bastante comum na Europa.

## Carreira
Neto de uma atriz longeva do teatro inglês, Dalton optou pela mesma carreira aos 16 anos, após assistir uma montagem de Macbeth, acabando por ter precisamente uma formação shakesperiana na renomada Royal Academy of Dramatic Art. Assim, terminou por ser unanimemente considerado o mais bem preparado ator que a franquia dos filmes de James Bond já teve.
Tal prestígio já existia quando o ator ainda tinha 25 anos, idade em que recebeu um primeiro convite para interpretar o agente. Dalton estava credenciado por interpretar o protagonista Heathcliff na versão cinematográfica de 1970 de O Morro dos Ventos Uivantes, bem como pelo papel de Filipe II da França na versão cinematográfica de 1968 de O Leão no Inverno, trabalho para o qual fora indicado pelo próprio protagonista Peter O'Toole. Porém, achando-se muito jovem para ser Bond e temeroso em substituir Sean Connery, recusou a oferta na época. Com a recusa, Roger Moore substituiu Connery.
Curiosamente, antes de enfim trabalhar com o personagem, Dalton interpretou Damien Roth, uma aparente paródia do próprio James Bond em episódio da primeira temporada da série televisiva Charlie's Angels (As Panteras, no Brasil), ainda na década de 1970. Também ainda antes de ser o novo James Bond, apareceu em produção não-oficial estrelada por Sean Connery em 1983, Never Say Never Again, uma refilmagem da produção oficial de 1965 (Thunderball). No filme de 1983, Dalton foi figurante na cena do cassino.
Moore deixou o papel em meados da década de 1980 e a primeira opção dos produtores para repor-lhe já era Pierce Brosnan - que, contudo, acabou impedido em função de contrato com a série televisiva Remington Steele. Dalton então foi anunciado como sucessor de Moore. Acertou um contrato para três filmes, estrelando dois ainda naquela década (The Living Daylights, em 1987, e Licence to Kill, em 1989). Todavia, descontente com uma espera de cinco anos desde o segundo, em função de entraves jurídicos entre os produtores e os detentores de direitos autorais, optou por rescindir o contrato em 1994. Terminou sucedido exatamente por Brosnan.
Após deixar o papel de Bond, Dalton prosseguiu a carreira artística de forma sólida especialmente no teatro britânico.

## Filmografia
- 2022 - The Crown - Peter Townsend
- 2019 - Toy Story 4
- 2019 - Patrulha do Destino - Dr. Niles Caulder
- 2014 - Penny Dreadful
- 2011 - O Turista
- 2010 - Chuck (TV)
- 2010 - Toy Story 3
- 2010 - Doctor Who (Lord President)
- 2009 - Doctor Who (Narrador)
- 2007 - Chumbo Grosso (Hot Fuzz)
- 2005 - Hércules (Hercules)
- 2004 - Dunkirk (TV)
- 2003 - Looney Tunes - De volta à ação (Looney Tunes: Back in Action)
- 2001 - American Outlaws
- 2000 - Possessed (TV)
- 2000 - Time Share
- 1999 - Segredos de uma paixão (The Reef)
- 1999 - Traição (Made Men)
- 1999 - Cleópatra (Cleopatra) (TV)
- 1997 - The Informant
- 1997 - Um conto quase de fadas (The Beautician and the Beast)
- 1996 - Um verão inesquecível (Salt Water Moose)
- 1994 - Na toca do leão (Lie Down with Lions) (TV)
- 1993 - Nu em Nova York (Naked in New York)
- 1992 - Trama mortal (Framed) (TV)
- 1991 - Rocketeer (The Rocketeer)
- 1990 - A amante do rei (La putain du roi)
- 1989 - Brenda Starr (Brenda Starr)
- 1989 - 007 - Permissão para matar (Licence to Kill)
- 1988 - Falcões (Hawks)
- 1987 - 007 - Marcado para a morte (The Living Daylights)
- 1985 - The Doctor and the Devils
- 1985 - A história de Florence (Florence Nightingale) (TV)
- 1984 - O mestre da vingança (The Master of Ballantrae) (TV)
- 1984 - Quando pinta o amor (Mistral Daughter's) minissérie
- 1983 - Jane Eyre (série TV)
- 1983 - Antony and Cleopatra (TV)
- 1981 - Chanel - A solidão de uma mulher (Chanel Solitaire)
- 1980 - Flash Gordon (Flash Gordon)
- 1979 - The Flame is Love (TV)
- 1979 - O mistério de Agatha (Agatha)
- 1978 - El hombre que supo amar
- 1978 - Sextette - A grande estrela (Sextette)
- 1975 - Permission to Kill
- 1971 - Mary Stuart, rainha da Escócia (Mary, Queen of Scots)
- 1971 - Candida (TV)
- 1971 - O morro dos ventos uivantes (Wuthering Heights)
- 1970 - Giochi particolari
- 1970 - Cromwell (Cromwell)
- 1968 - The Three Princess (TV)
- 1968 - O leão no inverno (The Lion in Winter)